# Молодіжна збірна Чехії з хокею із шайбою
Молодіжна збірна Чехії з хокею із шайбою (чеськ. Česká hokejová reprezentace do 20 let) — національна молодіжна збірна Чехії (стала правонаступницею молодіжної збірної Чехословаччини), складена з гравців віком не більше 20 років, що представляє країну на міжнародних змаганнях з хокею із шайбою. Опікується командою Асоціація хокею Чехії. Найкращі досягнення команди: численні медальні здобутки на світових форумах, в тому числі, 2 золоті медалі на чемпіонаті світу серед молодіжних команд.

## Результати на чемпіонатах світу
- 1994 – 5 місце
- 1995 – 6 місце
- 1996 – 4 місце
- 1997 –
- 1998 – 4 місце
- 1999 – 7 місце
- 2000 –
- 2001 –
- 2002 – 7 місце
- 2003 – 6 місце
- 2004 – 4 місце
- 2005 –
- 2006 – 6 місце
- 2007 – 5 місце
- 2008 – 5 місце
- 2009 – 6 місце
- 2010 – 7 місце
- 2011 – 7 місце
- 2012 – 5 місце
- 2013 – 5 місце
- 2014 – 6 місце
- 2015 – 6 місце
- 2016 – 5 місце
- 2017 – 6 місце
- 2018 – 4 місце
- 2019 – 7 місце
- 2020 – 7 місце
- 2021 – 7 місце
- 2022 – 4 місце
- 2023 –
- 2024 –
- 2025 –